# Sabrina Setlur/Diskografie
Diese Diskografie ist eine Übersicht über die musikalischen Werke der deutschen Rapperin Sabrina Setlur und ihrer Pseudonyme wie Schwester S. und Sabs. Den Schallplattenauszeichnungen zufolge hat sie bisher mehr als 650.000 Tonträger verkauft. Ihre erfolgreichsten Veröffentlichungen sind das zweite Studioalbum Die neue S-Klasse sowie die daraus erfolgte Singleauskopplung Du liebst mich nicht mit jeweils über 250.000 verkauften Einheiten.

## Alben

### Studioalben
| Jahr | Titel Musiklabel                                 | Höchstplatzierung, Gesamtwochen, AuszeichnungChartplatzierungen (Jahr, Titel, Musiklabel, Platzierungen, Wochen, Auszeichnungen, Anmerkungen) | Höchstplatzierung, Gesamtwochen, AuszeichnungChartplatzierungen (Jahr, Titel, Musiklabel, Platzierungen, Wochen, Auszeichnungen, Anmerkungen) | Höchstplatzierung, Gesamtwochen, AuszeichnungChartplatzierungen (Jahr, Titel, Musiklabel, Platzierungen, Wochen, Auszeichnungen, Anmerkungen) | Anmerkungen                                               |
| Jahr | Titel Musiklabel                                 | DE | AT | CH | Anmerkungen                                               |
| ---- | ------------------------------------------------ | --- | --- | --- | --------------------------------------------------------- |
| 1995 | S ist soweit 3P (Sony)                           | DE11 (21 Wo.)DE | — | — | Erstveröffentlichung: 31. Januar 1995                     |
| 1997 | Die neue S-Klasse 3P (Sony)                      | DE10 Gold · (44 Wo.)DE | AT19 (16 Wo.)AT | CH19 (14 Wo.)CH | Erstveröffentlichung: 24. März 1997 Verkäufe: + 250.000   |
| 1999 | Aus der Sicht und mit den Worten von … 3P (Sony) | DE3 Gold · (12 Wo.)DE | AT29 (3 Wo.)AT | CH26 (5 Wo.)CH | Erstveröffentlichung: 1. Oktober 1999 Verkäufe: + 150.000 |
| 2003 | Sabs 3P (Sony)                                   | DE11 (5 Wo.)DE | AT65 (1 Wo.)AT | CH74 (1 Wo.)CH | Erstveröffentlichung: 3. November 2003                    |
| 2007 | Rot 3P (Intergroove)                             | DE32 (2 Wo.)DE | — | CH100 (1 Wo.)CH | Erstveröffentlichung: 24. August 2007                     |

### Kompilationen
| Jahr | Titel Musiklabel                                 | Höchstplatzierung, Gesamtwochen, AuszeichnungChartplatzierungen (Jahr, Titel, Musiklabel, Platzierungen, Wochen, Auszeichnungen, Anmerkungen) | Höchstplatzierung, Gesamtwochen, AuszeichnungChartplatzierungen (Jahr, Titel, Musiklabel, Platzierungen, Wochen, Auszeichnungen, Anmerkungen) | Höchstplatzierung, Gesamtwochen, AuszeichnungChartplatzierungen (Jahr, Titel, Musiklabel, Platzierungen, Wochen, Auszeichnungen, Anmerkungen) | Anmerkungen                           |
| Jahr | Titel Musiklabel                                 | DE | AT | CH | Anmerkungen                           |
| ---- | ------------------------------------------------ | --- | --- | --- | ------------------------------------- |
| 2005 | 10 Jahre – Das Beste von 1995 bis 2004 3P (Sony) | DE61 (3 Wo.)DE | — | — | Erstveröffentlichung: 24. Januar 2005 |

## Singles

### Als Leadmusikerin
| Jahr | Titel Album                                              | Höchstplatzierung, Gesamtwochen, AuszeichnungChartplatzierungen (Jahr, Titel, Album, Platzierungen, Wochen, Auszeichnungen, Anmerkungen) | Höchstplatzierung, Gesamtwochen, AuszeichnungChartplatzierungen (Jahr, Titel, Album, Platzierungen, Wochen, Auszeichnungen, Anmerkungen) | Höchstplatzierung, Gesamtwochen, AuszeichnungChartplatzierungen (Jahr, Titel, Album, Platzierungen, Wochen, Auszeichnungen, Anmerkungen) | Anmerkungen                                                                            |
| Jahr | Titel Album                                              | DE | AT | CH | Anmerkungen                                                                            |
| ---- | -------------------------------------------------------- | --- | --- | --- | -------------------------------------------------------------------------------------- |
| 1995 | Hier kommt die Schwester / Pass auf S ist soweit         | — | — | — | Erstveröffentlichung: 18. Januar 1995                                                  |
| 1995 | Ja klar S ist soweit                                     | DE14 (18 Wo.)DE | — | — | Erstveröffentlichung: 6. Februar 1995 feat. Rödelheim Hartreim Projekt                 |
| 1997 | Du liebst mich nicht Die neue S-Klasse                   | DE1 Gold · (20 Wo.)DE | AT3 (14 Wo.)AT | CH3 (17 Wo.)CH | Erstveröffentlichung: 27. Februar 1997 Verkäufe: + 250.000 Begleitgesang: Emel Aykanat |
| 1997 | Glaubst du mir? Die neue S-Klasse                        | DE17 (10 Wo.)DE | — | CH31 (4 Wo.)CH | Erstveröffentlichung: 2. Juni 1997 Begleitgesang: Xavier Naidoo                        |
| 1997 | Nur mir EP Die neue S-Klasse                             | DE27 (9 Wo.)DE | — | — | Erstveröffentlichung: 29. August 1997                                                  |
| 1997 | Freisein Die neue S-Klasse                               | DE23 (17 Wo.)DE | — | — | Erstveröffentlichung: 24. November 1997 feat. Xavier Naidoo                            |
| 1998 | Folge dem Stern – Remixe Die neue S-Klasse               | DE99 (2 Wo.)DE | — | — | Erstveröffentlichung: 22. Juni 1998 feat. Illmat!c & Bruda Sven                        |
| 1999 | Ich leb’ für Dich Aus der Sicht und mit den Worten von … | DE27 (9 Wo.)DE | — | CH43 (2 Wo.)CH | Erstveröffentlichung: 27. August 1999                                                  |
| 1999 | Hija Aus der Sicht und mit den Worten von …              | DE35 (8 Wo.)DE | — | — | Erstveröffentlichung: 8. November 1999 feat. Cora E. & Brixx                           |
| 2000 | Letzte Bitte Aus der Sicht und mit den Worten von …      | DE81 (2 Wo.)DE | — | — | Erstveröffentlichung: 24. Januar 2000                                                  |
| 2000 | Alles 3P: Evolution (Sampler)                            | DE16 (9 Wo.)DE | — | CH86 (3 Wo.)CH | Erstveröffentlichung: 27. März 2000 feat. Xavier Naidoo                                |
| 2001 | Keine ist Pop 2001 (Sampler)                             | DE54 (3 Wo.)DE | — | — | Erstveröffentlichung: 9. Juli 2001 Original: Rödelheim Hartreim Projekt                |
| 2003 | Ich bin so Sabs                                          | DE23 (7 Wo.)DE | AT63 (4 Wo.)AT | CH89 (1 Wo.)CH | Erstveröffentlichung: 12. Oktober 2003                                                 |
| 2003 | Liebe Sabs                                               | DE52 (9 Wo.)DE | — | — | Erstveröffentlichung: 8. Dezember 2003 feat. Glashaus & Franziska                      |
| 2004 | Baby Sabs                                                | DE22 (11 Wo.)DE | — | — | Erstveröffentlichung: 10. Mai 2004                                                     |
| 2005 | Mein Herz Sabs                                           | DE65 (5 Wo.)DE | — | — | Erstveröffentlichung: 24. Januar 2005 Original: Cyndi Lauper – True Colors             |
| 2007 | Lauta Rot                                                | DE25 (8 Wo.)DE | — | — | Erstveröffentlichung: 27. Juli 2007                                                    |
| 2007 | I Think I Like It Rot                                    | DE85 (2 Wo.)DE | — | — | Erstveröffentlichung: 9. November 2007                                                 |

### Als Gastmusikerin
| Jahr | Titel Album                        | Höchstplatzierung, Gesamtwochen, AuszeichnungChartplatzierungen (Jahr, Titel, Album, Platzierungen, Wochen, Auszeichnungen, Anmerkungen) | Höchstplatzierung, Gesamtwochen, AuszeichnungChartplatzierungen (Jahr, Titel, Album, Platzierungen, Wochen, Auszeichnungen, Anmerkungen) | Höchstplatzierung, Gesamtwochen, AuszeichnungChartplatzierungen (Jahr, Titel, Album, Platzierungen, Wochen, Auszeichnungen, Anmerkungen) | Anmerkungen                                                                                       |
| Jahr | Titel Album                        | DE | AT | CH | Anmerkungen                                                                                       |
| ---- | ---------------------------------- | --- | --- | --- | ------------------------------------------------------------------------------------------------- |
| 1998 | 3P (Licence 2 Kill) 3P: Revolution | DE21 (9 Wo.)DE | — | — | Erstveröffentlichung: 16. Februar 1998 3P pres. Illmat!c, Xavier Naidoo, Moses P & Sabrina Setlur |
| 1999 | Bring My Family Back –             | DE48 (5 Wo.)DE | — | CH39 (2 Wo.)CH | Erstveröffentlichung: 26. April 1999 Faithless feat. Sabrina Setlur                               |
| 2025 | Benjamins Auf vielfachen Wunsch    | — | — | — | Erstveröffentlichung: 14. August 2025 Illmat!c feat. Dimi Rompos, Sabrina Setlur & Shindy         |

## Videoalben und Musikvideos

### Videoalben
| Jahr | Titel Musiklabel                                 | Anmerkungen                                                                                       |
| ---- | ------------------------------------------------ | ------------------------------------------------------------------------------------------------- |
| 2005 | 10 Jahre – Das Beste von 1995 bis 2004 3P (Sony) | Erstveröffentlichung: 24. Januar 2005 Verkäufe werden in Deutschland der Kompilation hinzuaddiert |

### Musikvideos
| Jahr | Titel                    | Regie          |
| ---- | ------------------------ | -------------- |
| 1995 | Hier kommt die Schwester |                |
| 1995 | Ja klar                  |                |
| 1997 | Du liebst mich nicht     | Thomas Job     |
| 1997 | Glaubst du mir?          | Thomas Job     |
| 1997 | Nur mir                  | Thomas Job     |
| 1997 | Freisein                 | Thomas Job     |
| 1998 | 3P (Licence 2 Kill)      | Thomas Job     |
| 1998 | Folge dem Stern          | Thomas Job     |
| 1999 | Bring My Family Back     | Jamie Catto    |
| 1999 | Ich leb’ für Dich        |                |
| 1999 | Hija                     | Thomas Job     |
| 2000 | Letzte Bitte             |                |
| 2000 | Alles                    | Thomas Job     |
| 2001 | Keine ist                | Daniel Lwowski |
| 2003 | Ich bin so               | Katja Kuhl     |
| 2003 | Liebe                    | Katja Kuhl     |
| 2004 | Baby                     | Millus         |
| 2005 | Mein Herz                | Katja Kuhl     |
| 2007 | Lauta                    | Katja Kuhl     |
| 2007 | I Think I Like It        | Katja Kuhl     |

## Autorenbeteiligungen
Sabrina Setlur schreibt die meisten ihrer Lieder selbst. Die folgende Tabelle beinhaltet Charterfolg von Setlur, die sie in ihrer Autorenbeteiligung erlangte und an denen sie nicht als Interpretin beteiligt ist.
| Jahr | Titel Interpretation                             | Höchstplatzierung, Gesamtwochen, AuszeichnungChartplatzierungen (Jahr, Titel, Interpretation, Platzierungen, Wochen, Auszeichnungen, Anmerkungen) | Höchstplatzierung, Gesamtwochen, AuszeichnungChartplatzierungen (Jahr, Titel, Interpretation, Platzierungen, Wochen, Auszeichnungen, Anmerkungen) | Höchstplatzierung, Gesamtwochen, AuszeichnungChartplatzierungen (Jahr, Titel, Interpretation, Platzierungen, Wochen, Auszeichnungen, Anmerkungen) | Anmerkungen                          |
| Jahr | Titel Interpretation                             | DE | AT | CH | Anmerkungen                          |
| ---- | ------------------------------------------------ | --- | --- | --- | ------------------------------------ |
| 2015 | Du liebst mich nicht Ado Kojo feat. Shirin David | DE6 (10 Wo.)DE | AT8 (4 Wo.)AT | CH20 (1 Wo.)CH | Erstveröffentlichung: 9. Januar 2015 |

## Sonderveröffentlichungen
| Jahr | Titel Album                                | Anmerkungen                                                                                    |
| ---- | ------------------------------------------ | ---------------------------------------------------------------------------------------------- |
| 1998 | Ich kann dich sehen Nicht von dieser Welt  | Erstveröffentlichung: 30. Mai 1998 Xavier Naidoo feat. Sabrina Setlur                          |
| 1998 | Willst du sterben? Geteiltes Leid I        | Erstveröffentlichung: 31. August 1998 Moses Pelham feat. Sabrina Setlur                        |
| 2000 | 3P (Licence 2 Kill) 3P: Revolution         | Erstveröffentlichung: 24. Juli 2000 3P pres. Illmat!c, Xavier Naidoo, Moses P & Sabrina Setlur |
| 2004 | An alle Officillz Bootleg – Der Junge Illz | Erstveröffentlichung: 20. September 2004 Illmat!c feat. Sabrina Setlur                         |
| 2004 | Bring It Back Viel                         | Erstveröffentlichung: 27. September 2004 Die Fantastischen Vier feat. Sabrina Setlur           |
| 2025 | Benjamins Auf vielfachen Wunsch            | Erstveröffentlichung: 15. August 2025 Illmat!c feat. Dimi Rompos, Sabrina Setlur & Shindy      |

| Jahr | Titel Album                                  | Anmerkungen                                                                |
| ---- | -------------------------------------------- | -------------------------------------------------------------------------- |
| 2001 | Keine ist Pop 2001 – Geschichte wird gemacht | Erstveröffentlichung: 1. Juli 2001 Original: Rödelheim Hartreim Projekt    |
| 2004 | Ich bin so Swiss Tuner                       | Erstveröffentlichung: 30. Januar 2004 Hypetraxx feat. Sabrina Setlur       |
| 2008 | Lauta Bollwerk – Phase 09                    | Erstveröffentlichung: 8. Februar 2008 Christian Fischer vs. Sabrina Setlur |

## Statistik

### Chartauswertung
Die folgenden Chartauswertungen beinhalten Charterfolge von Setlur in den offiziellen Album- und Singlecharts. Zu berücksichtigen ist, dass in der „Single-Statistik“ nur Interpretationen Setlurs gezählt wurden. Erfolge als Autorin (Musik/Text) finden sich in der Statistik der „Autorenbeteiligungen“ wieder.
|                     | DE    | AT    | CH    |
| ------------------- | ----- | ----- | ----- |
| Nummer-eins-Alben   | DE—DE | AT—AT | CH—CH |
| Top-10-Alben        | DE2DE | AT—AT | CH—CH |
| Alben in den Charts | DE6DE | AT3AT | CH4CH |

|                       | DE     | AT    | CH    |
| --------------------- | ------ | ----- | ----- |
| Nummer-eins-Singles   | DE1DE  | AT—AT | CH—CH |
| Top-10-Singles        | DE1DE  | AT1AT | CH1CH |
| Singles in den Charts | DE19DE | AT2AT | CH6CH |

|                       | DE     | AT    | CH    |
| --------------------- | ------ | ----- | ----- |
| Nummer-eins-Singles   | DE1DE  | AT—AT | CH—CH |
| Top-10-Singles        | DE2DE  | AT2AT | CH1CH |
| Singles in den Charts | DE20DE | AT3AT | CH7CH |

### Auszeichnungen für Musikverkäufe
Anmerkung: Auszeichnungen in Ländern aus den Charttabellen bzw. Chartboxen sind in ebendiesen zu finden.
| Land/RegionAuszeichnungen für Musikverkäufe (Land/Region, Auszeichnungen, Verkäufe, Quellen) | Gold     | Platin | Verkäufe | Quellen           |
| -------------------------------------------------------------------------------------------- | -------- | ------ | -------- | ----------------- |
| Deutschland (BVMI)                                                                           | 3× Gold3 | —      | 650.000  | musikindustrie.de |
| Insgesamt                                                                                    | 3× Gold3 | —      |          |                   |